# South Windsor, New South Wales
South Windsor este o suburbie în Sydney, Australia.